# Zi Faámelu
Zi Faámelu (ім'я при народженні — Борис Максимович Круглов; 12 грудня 1990, Чорноморське) — українська співачка і авторка пісень. Під псевдонімом Борис Апрєль вона брала участь у проєктах «Фабрика зірок 2» та «Фабрика зірок. Суперфінал». 2014 року заявила, що змінила стать на жіночу, проте за документами станом на 2022 рік є чоловіком. У 2008—2014 сценічний псевдонім був Борис Апрєль, після заяви про зміну статі — Анна Ейпріл (2014—2017), Зіанджа (2017—2020); з 2020 року — Zi Faámelu.

## Життєпис
Вона народилась хлопчиком на ім'я Борис Максимович Круглов та провела дитинство у смт. Чорноморське, Кримської області, у родині кораблебудівника. Закінчила вокальну школу.
2012 року закінчила КНУКіМ. ЇЇ кар'єра почалася з «Фабрики зірок 2», де вона в результаті глядацького голосування стала фіналісткою.
Брала участь у проєкті «Фабрика зірок. Суперфінал». Є авторкою більшості власних пісень.
Після «Фабрики зірок 2» і до вересня 2013 року вона працювала з продюсерським центром «Talant Group» під керівництвом Наталії Могилевської та президента «Talant Group» Бориса Бронштейна.

### Ранні роки
Вона з раннього дитинства любила співати, тому батьки віддали її до місцевої музичної школи навчатися вокалу. ЇЇ перший публічний виступ відбувся у дев'ять років.
У п'ятнадцять років вона остаточно визначилась щодо майбутньої професії, але батьки не схвалювали її планів щодо музикальної кар'єри. Вони вважали, що вона має отримати більш серйозну професію. Закінчивши школу, в шістнадцять років вона повідомила родині, що їде до Сімферополя поступати на економічний факультет Таврійського університету. Натомість, вона потай поїхала до Євпаторії, де купила квиток в один кінець до Києва.
У столиці вона подала документи на вступ до Київського національного університету культури і мистецтва на вокальне відділення, але не змогла поступити з першого разу. Не маючи в Києві ані друзів, ні знайомих перший тиждень прожила на залізничному вокзалі у Києві. Пізніше співачка винайняла кімнату і, щоб заробити на життя, почала шукати роботу через інтернет. Їй довелося попрацювати ді-джеєм, розповсюджувачем листівок, моделлю, а перші зароблені гроші пішли на оплату житла. Згодом вона успішно склала вступні іспити в КНУКіМ і долучилась до факультету менеджменту.

### Під час повномасштабного вторгнення Росії
Через п‘ять днів після початку повномасштабного вторгнення Росії 24 лютого 2022 року, Zi Faámelu вирішила покинути Україну. Через те, що за документами вона є чоловіком призовного віку, в неї виникли проблеми з перетином кордону.  Після цього співачка дала інтерв'ю для іноземних ЗМІ, де розповіла про порушення прав транс людей в країні. Одна з найбільших правозахисних ЛГБТ-організацій України KyivPride спростувала звинувачення Zi Faámelu у бік України. Згодом співачці вдалось нелегально перетнути кордон і залишити Україну.

## Участь у проєкті «Фабрика зірок 2»

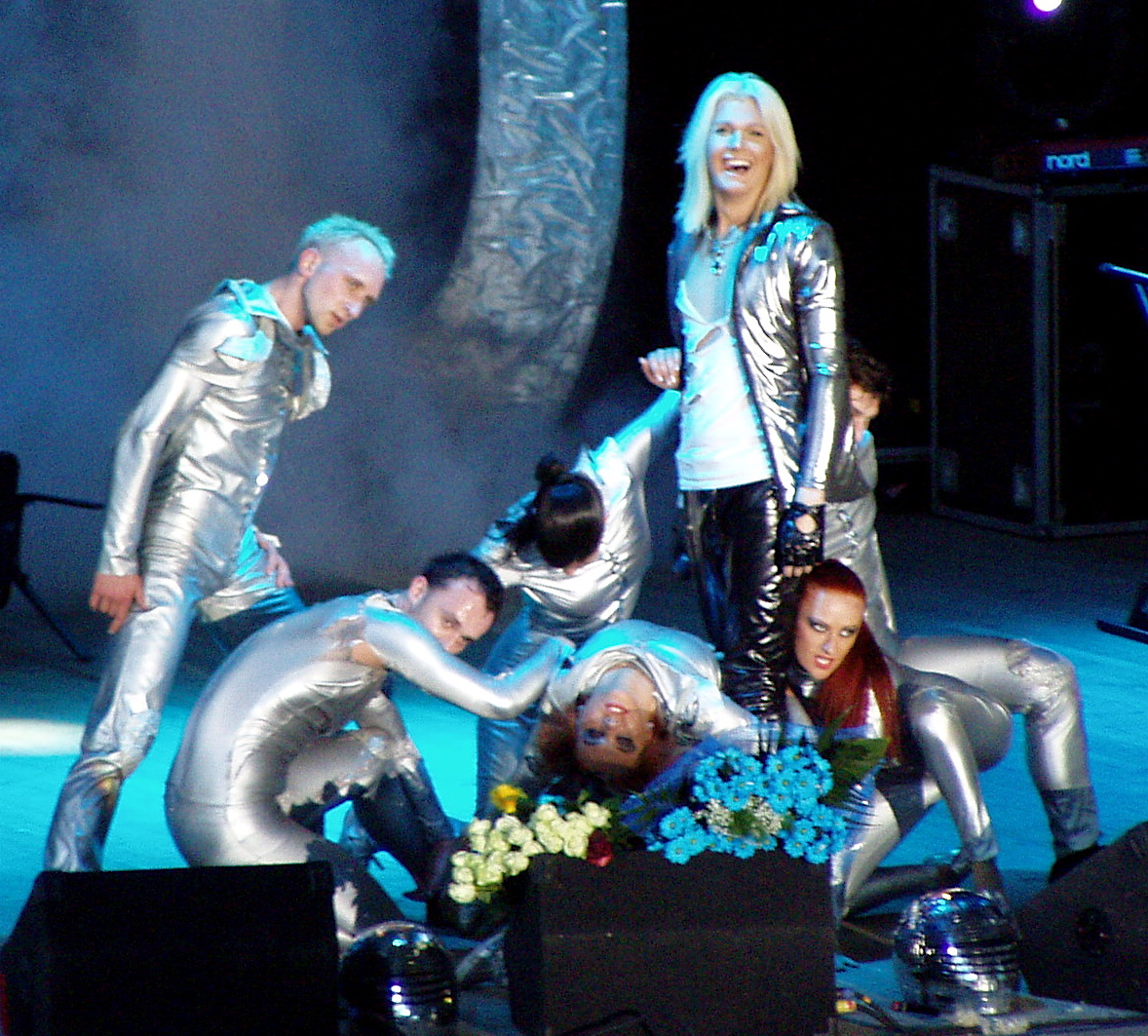
У Чернівцях під час туру «Фабрика в твоєму місті»

Наприкінці вересня 2008 року в Києві стартував телевізійний проєкт «Фабрика зірок 2». Борис вирішив не втрачати такий шанс і спробувати свої сили в конкурсі. Він вигадав собі незвичний епатажний образ, пофарбував темне волосся у білий колір, надягнув задом наперед улюблену сіру кофтинку і взяв собі сценічне ім'я «Борис Апрєль». Виступ, харизма та епатажна зовнішність хлопця вразили членів журі. Так сімнадцятирічний, на той час, Борис став наймолодшим фабрикантом. Через участь у проєкті, навчання в університеті довелось перервати.

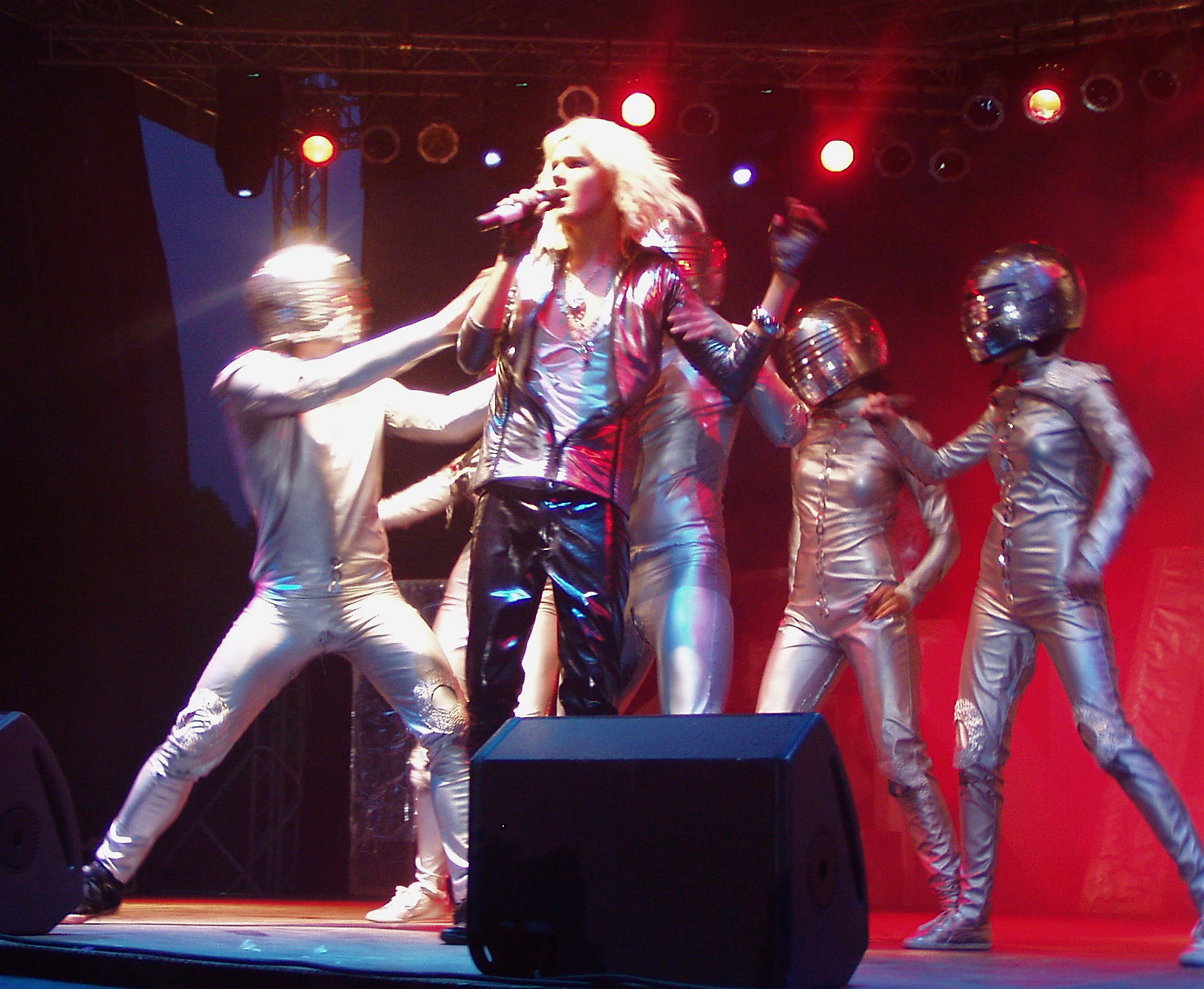
Концерт в Ізмаїлі. Зіанджа — «Зоряний воїн»

Нелегко складалися взаємини із співмешканцями по «Зірковому будинку». З нього глузували, насміхаючись з його незвичної зовнішності та дивної манери поведінки. Але хлопець ще у себе вдома звик до несприйняття себе однолітками, тому був готовий до такого ставлення. Хоча його це зачіпало, він намагався не зважати.

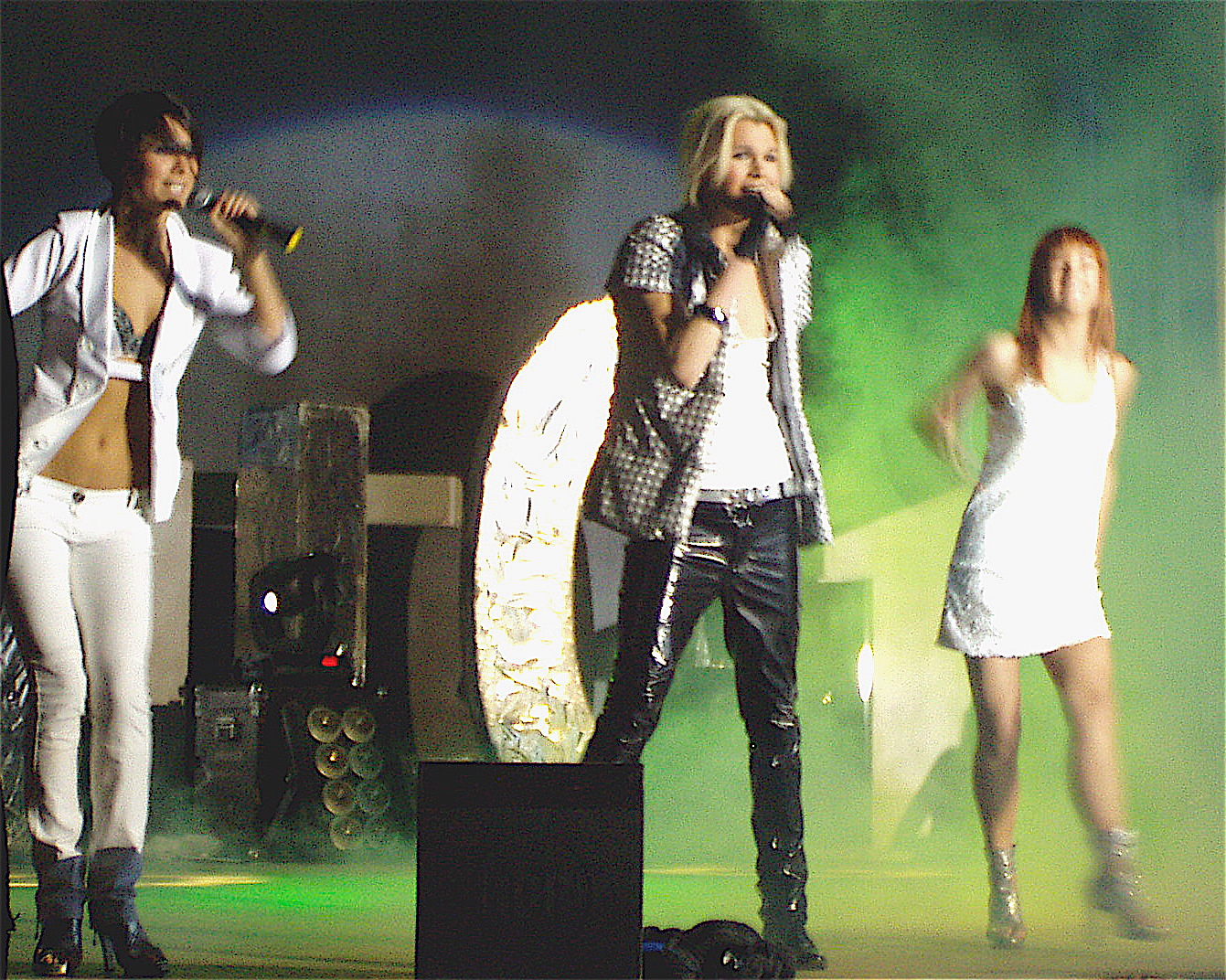
Тур «Фабрика в твоєму місті» у Чернігові

Публіка одразу помітила яскравого хлопця. Борис Апрєль сам писав для себе та декому з «фабрикантів» пісні, сам готував ескізи сценічних костюмів, до того ж відзначався своєю щирістю, юнацькою безпосередністю та бунтарською поведінкою.
За результатами глядацького голосування, по закінченню проєкту Апрєль отримав від журналу «Теле 7» спеціальний приз — «За найбільшу кількість симпатій читачів». Протягом проєкту Борисові довелося заспівати разом з такими відомими українськими та закордонними виконавцями, як Lama, Євгенія Власова, Руслана, Валерія, дует «БіС», гурт «Morandi», репери Ugo та Дядя Вадя, дует «Алібі». За три місяці проєкту Борис Апрєль успішно показав себе в різних музичних стилях, і врешті-решт став фіналістом проєкту, отримавши третій результат у глядацькому голосуванні.

## Після проєкту

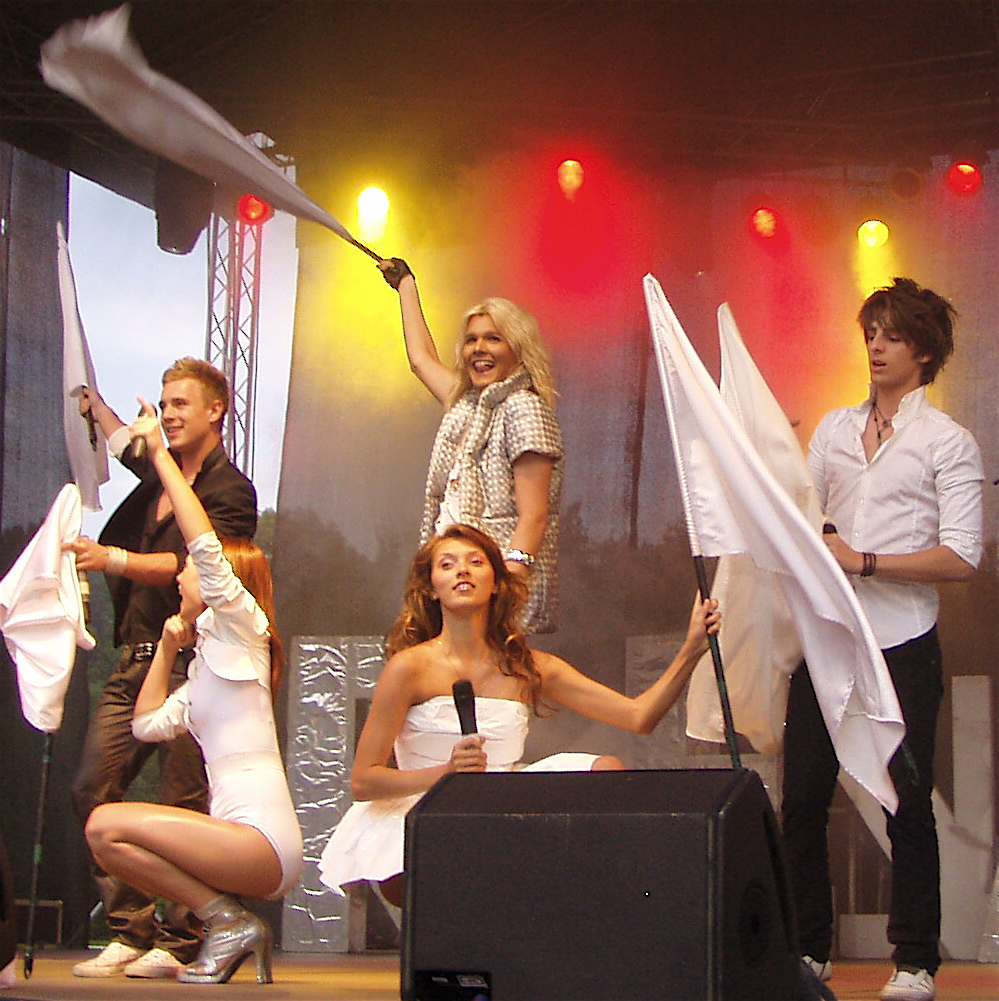
Концерт в Ізмаїлі. Фабриканти співають гімн «Фабрики 2».

Після закінчення «Фабрики зірок 2» розпочався тур Україною під назвою «Фабрика в твоєму місті», в якому брали участь екс-фабриканти та Наталія Могилевська.

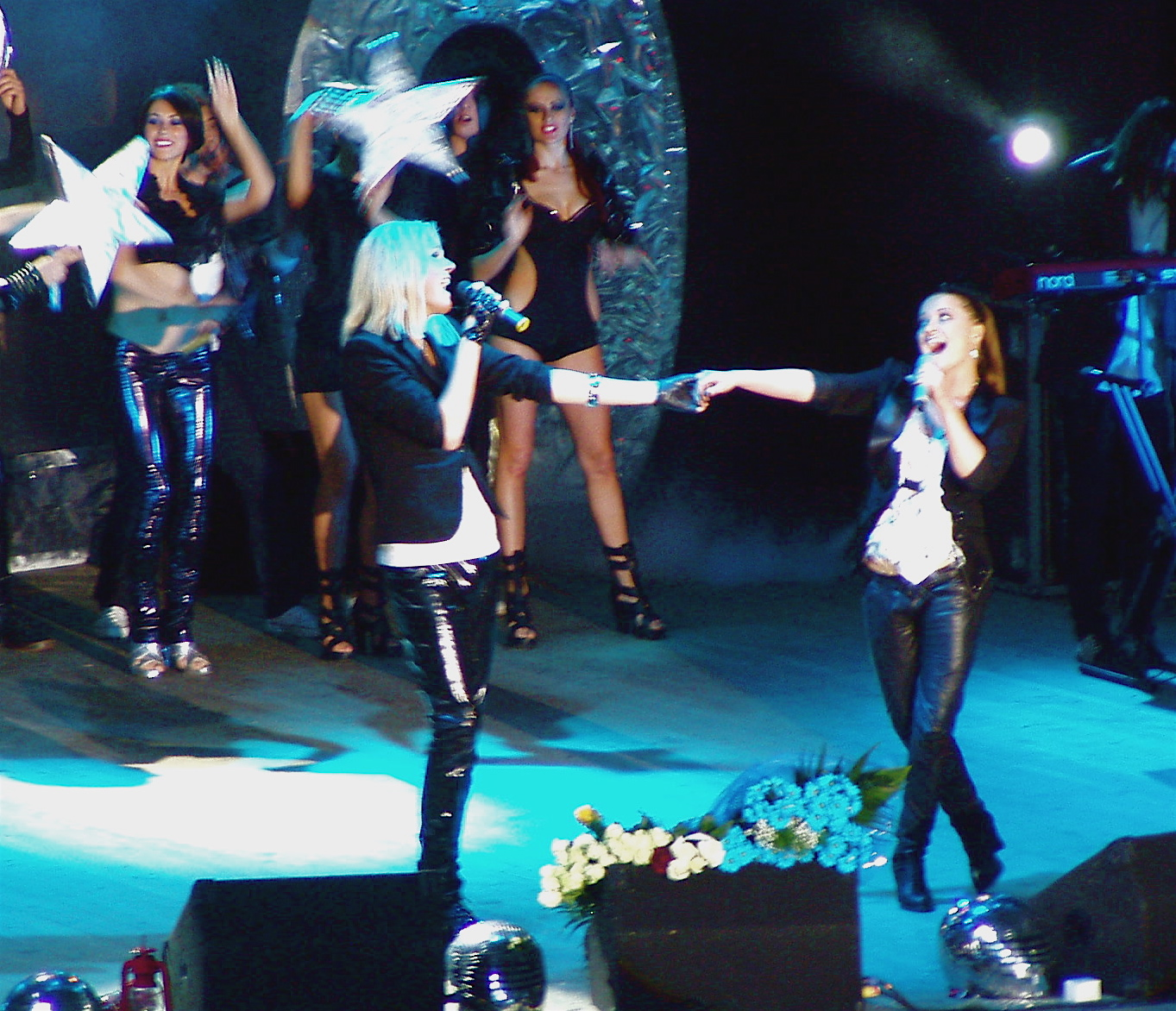
Концерт «Фабрики 2» у Чернівцях. Борис Апрєль та Наталія Могилевська.

На час закінчення туру його інтерв'ю починають з'являтися у різноманітних друкованих виданнях. Спочатку це підліткові, а пізніше й такі відомі журнали, як «OK!» (№ 3(9), 2009, та № 5(27), 2010), «Cosmopolitan» (вересень, 2009), «Натали» (жовтень, 2010), «Viva!» (№ 12(147), 2010), також його фото надруковані в журналах «Story» (№ 3, 2010) та «Playboy» (березень, 2010). Борис дає численні інтерв'ю на радіо, його пісні транслюються по всій країні, відомі кліпмейкери знімають його перші кліпи на пісні «Космос, приём!» та «Мне так нужна твоя любовь». Борис Апрєль дає свої перші сольні концерти та навіть виступає в ролі ді-джея в нічних клубах країни, виступає як гість на різноманітних презентаціях, конкурсах краси та інших публічних заходах. За результатами інтернет-голосування на сайті musinfo.com.ua він виграє звання «Найепатажніший артист України 2009», на багато голосів випередивши таких відомих майстрів епатажу, як Вєрка Сердючка та Дмитро Коляденко. В жовтні 2009 року Борис Апрєль отримує всеукраїнську премію «Хрустальный микрофон» в номінації «Загадка року».

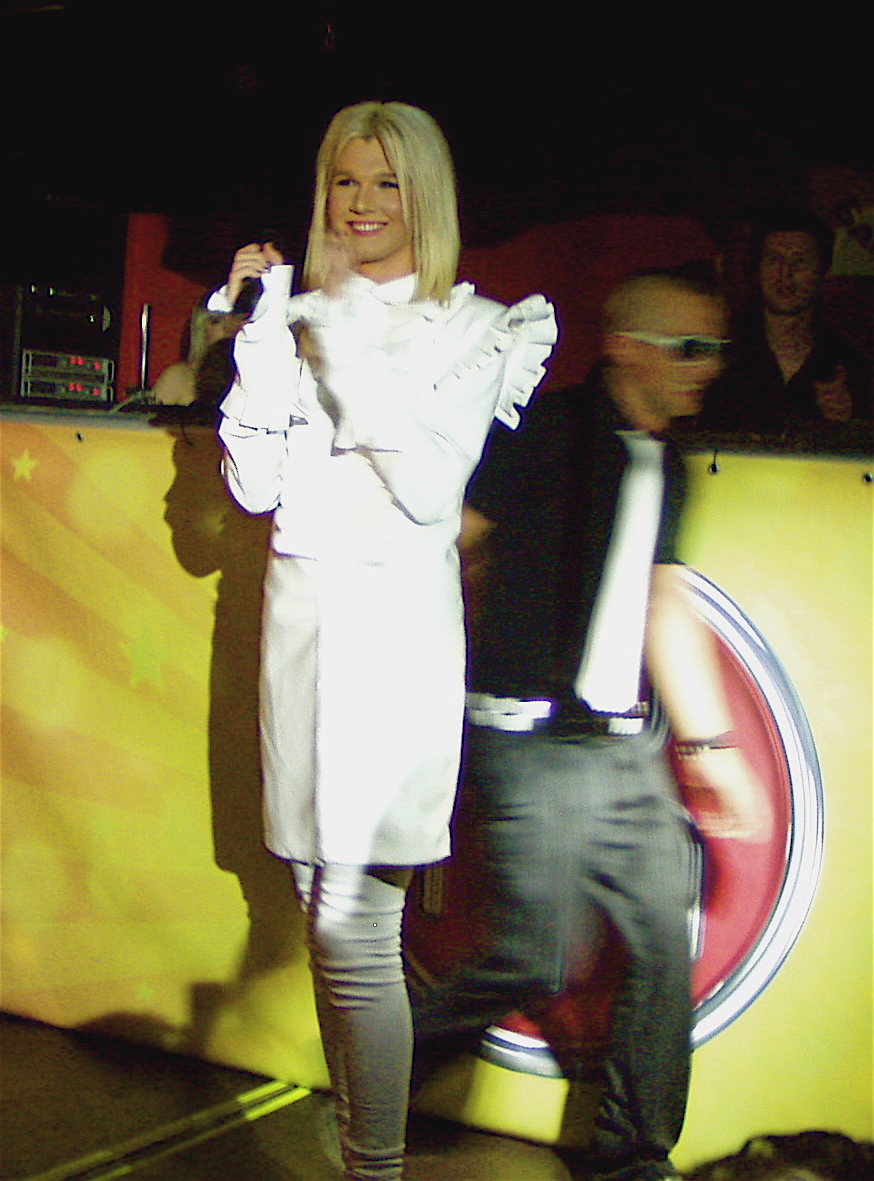
На вечірці «Шоуманія. Live»

Молодого артиста запрошують узяти участь у популярних телевізійних шоу, таких як «Зірка караоке», «Тільки правда?», «Хто проти блондинок?», «Інтуїція». Як зірковий гість Борис присутній на різних телепрограмах («Підйом», «Ангели і демони», «День MTV», «Велика різниця» та ін.), про нього знімають сюжети для телевізійних програм («Шоуманія», «Зіркові драми», «Аналіз крові», «Білі ворони»). Пізніше Борис спробувати себе і у ролі телеведучого та цей досвід був не дуже вдалим. Під час прямого ефіру молодіжного ток-шоу «Нащадки» на Першому Національному, 9 вересня 2010 стався прикрий інцидент. Борис Апрєль, що був того дня одним з ведучих програми, після того, як його колега-ведуча, трохи розгубившись, запнулась на якійсь фразі українською, жартома зробив заяву: «Ті, хто вважає, що ми бекаємо-мекаємо — ідіть у дупу!» — маючи на увазі, недосконалий рівень володіння українською мовою себе та своїх колег. Після цього аудиторія в студії дружно заплескала і посміялась, але через півгодини генеральний директор НТКУ Єгор Бенкендорф дав розпорядження зняти Бориса Апрєля з подальших ефірів.
У шоу-бізнесі починають з'являтися «клони» Апрєля, що імітують його манеру виступу та зовнішність. Так, Сергій Галоян, відомий співпродюсер скандального російського дуету «t.A.T.u», створює новий музичний проєкт «Июль» — це худорлява дівчина-співачка з довгим білим волоссям, що своїм сценічним образом, костюмами і навіть шоу-балетом дуже нагадувала «Зоряного воїна». Алла Пугачова відзначила Бориса Апрєля, як одного з талановитих молодих українських співаків і була дуже здивована глибиною текстів та емоцій у піснях такого юного автора. Наталія Могилевська додала до свого репертуару його пісню «Я исцелена». Саме під цю композицію вона виступила на гала-концерті проєкту «Танцюють всі», а пізніше на цю пісню відомий режисер Алан Бадоєв зняв для неї кліп.
Сергій Жуков, у минулому учасник відомого гурту «Руки вверх», а нині генеральний директор «Real Records» зацікавився продюсуванням Бориса Апрєля та інших артистів «TALANT Group» в Росії. У лютому 2010 року Борис вирушив до Гонконгу, де відбулися зйомки його кліпу на нову пісню «Мы белые».

## «Фабрика зірок. Суперфінал»

### Участь у новому проєкті

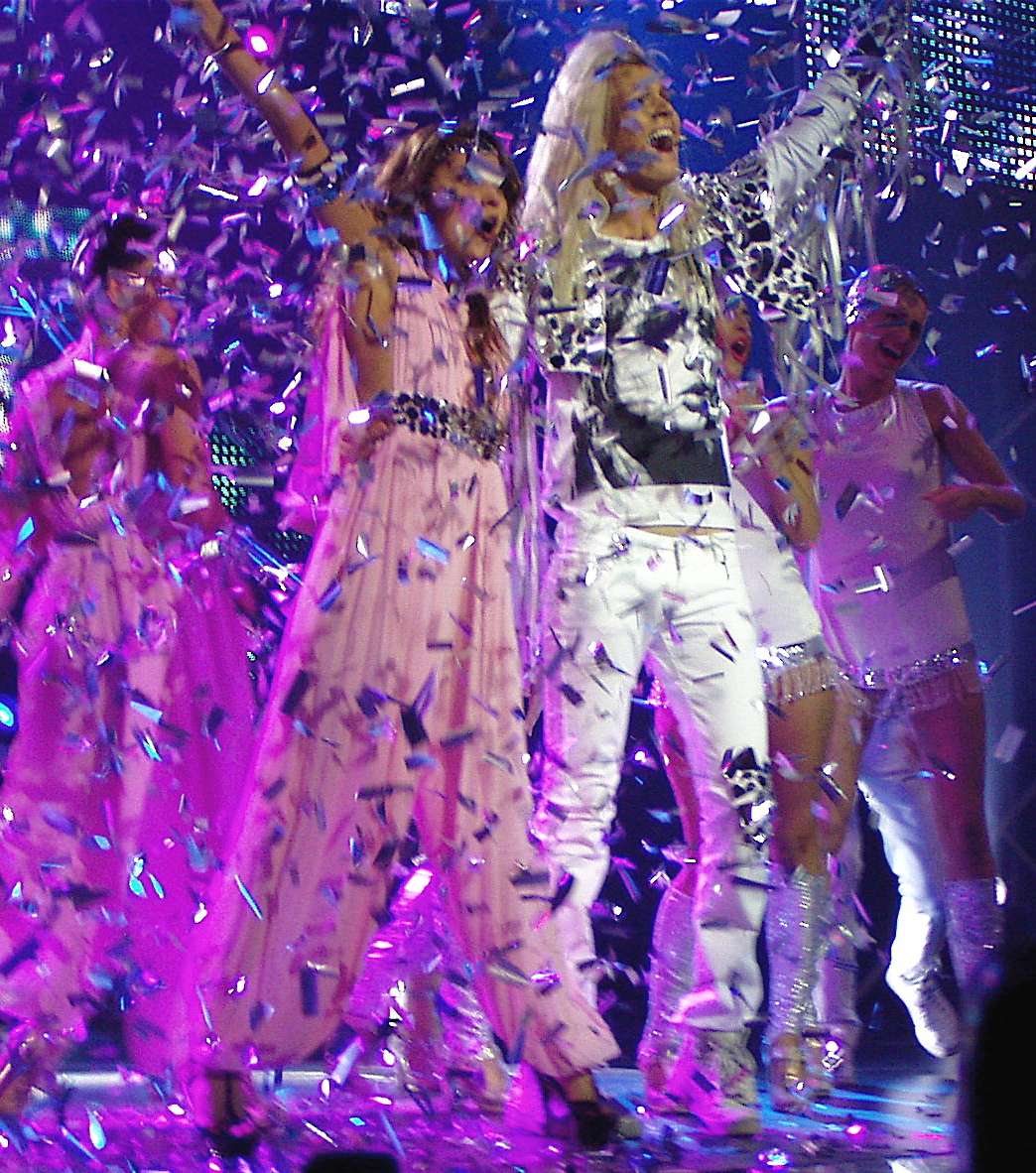
Виступ Бориса Апрєля та Регіни — «Gimme! Gimme! Gimme!»

У березні 2010 року розпочався новий телевізійний проєкт «Фабрика зірок. Суперфінал», в якому взяв участь і Борис Апрєль. Ще до початку проєкту у деяких ЗМІ ходили чутки про те, що Борис Апрєль страждає на анорексію. І дійсно, на першому ж концерті «Суперфінала» Борис, який перед цим досить довго не з'являвся на публіці, здивував глядачів своєю надзвичайною худорлявістю та досить змарнілим та пригніченим виглядом. Не зважаючи на це, артист добре виступив в дуеті з Євою Бушміною із піснею «Ангелы не умирают».

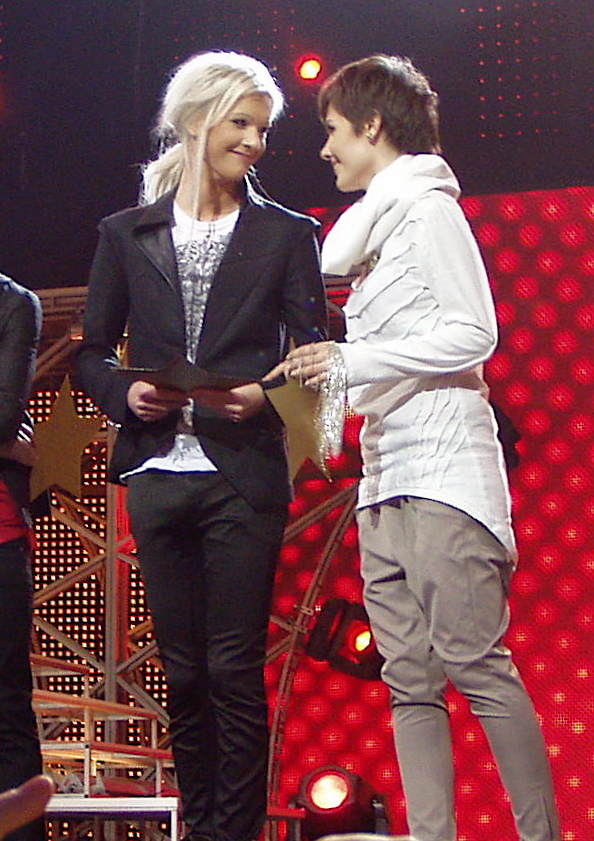
3-й концерт. Після виступу з Ерікою.

Після цього Борис Апрєль виступив ще у п'яти концертах конкурсу. За час своєї участі у «Суперфіналі» Борис заспівав 6 нових для себе пісень, дві з них — англійською, а до пісні «Хава Нагіла» власноруч написав російський текст. Артист вразив глядачів тим, наскільки він зріс професійно за час, що минув після «Фабрики 2». Цікаві постановки та яскраве виконання Бориса Апрєля завоювали серця глядачів.
Популярність Бориса Апрєля серед глядачів, як і на «Фабриці зірок 2», супроводжувалась непростими стосунками всередині проєкту, які підсилювалися явною конкуренцією на «Суперфіналі» двох «Фабрик» — 2-ї та 3-ї. Знову були глузування з боку учасників проєкту, некоректні висловювання в прямому телевізійному ефірі. Але найгіршим, зі слів Бориса, було те, що в усьому цьому негативі брали участь ведучі та інші особи, що брали участь в організації проєкту, які мали б бути «тилом» артиста і на підтримку яких він розраховував під час прямих ефірів.
За час проведення «Суперфіналу» армія прихильників Бориса значно зросла. Шанувальники побачили нового Бориса Апрєля, що подорослішав і значно додав глибини та професійності своєму виконанню. Саме завдяки підтримці глядачів у голосуванні Борисові вдавалося досить довго залишатись у проєкті.

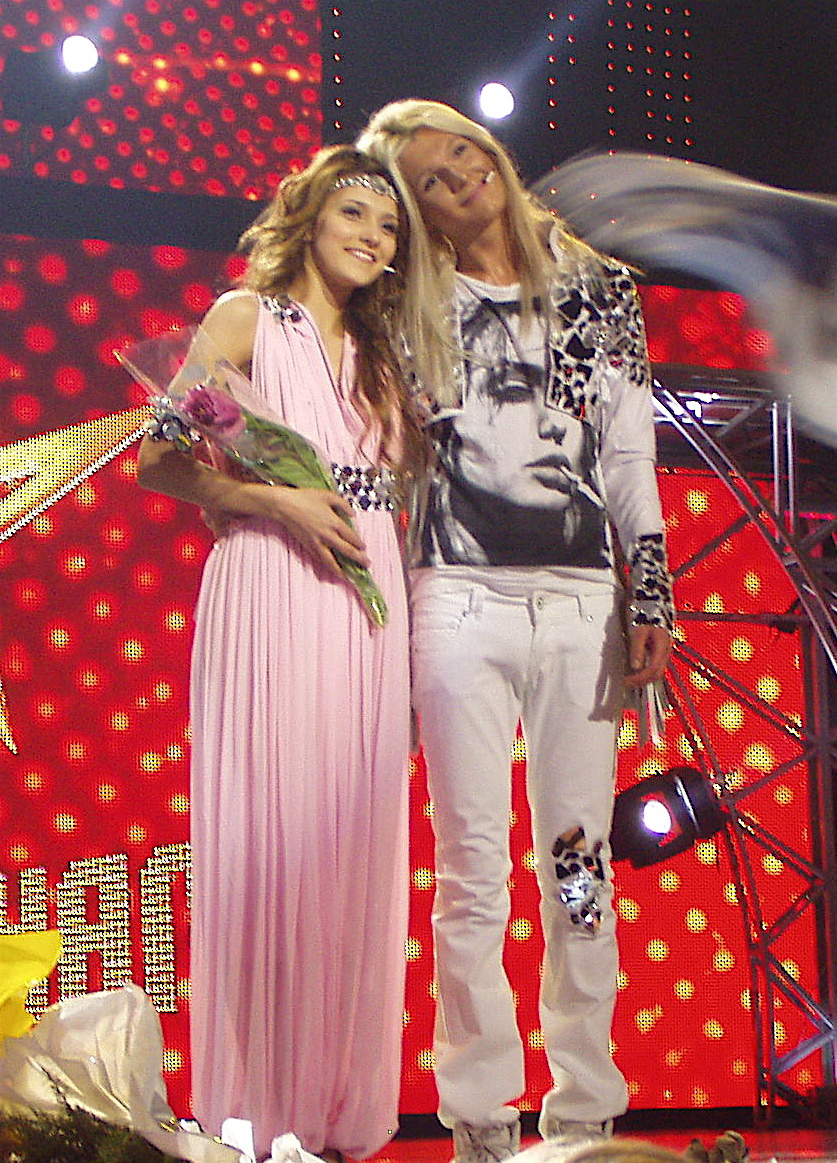
4-й концерт «Суперфіналу». Після виступу з Регіною.

### Вибуття з проєкту і зникнення
11 квітня 2010 року за результатами голосування та оцінок журі Борис Апрєль залишив проєкт. Артист пережив це досить болісно. Наступного дня він узяв участь у благодійній акції — передав одному з дитячих будинків під Києвом речі та іграшки, подаровані йому на концертах та зібрані для нього фан-клубом. Після цього деякий час про Апрєля не було нічого чутно. Прихильники артиста, не бажаючи змиритись з вибуттям свого кумира з проєкту, продовжували ходити на концерти, вимагаючи повернення Бориса Апрєля на «Суперфінал». Вони влаштовували акції протесту та пікети біля входу на кіностудію ім. Довженка, де проходили зйомки концертів, брали участь у програмах, висловлюючи свої вимоги.

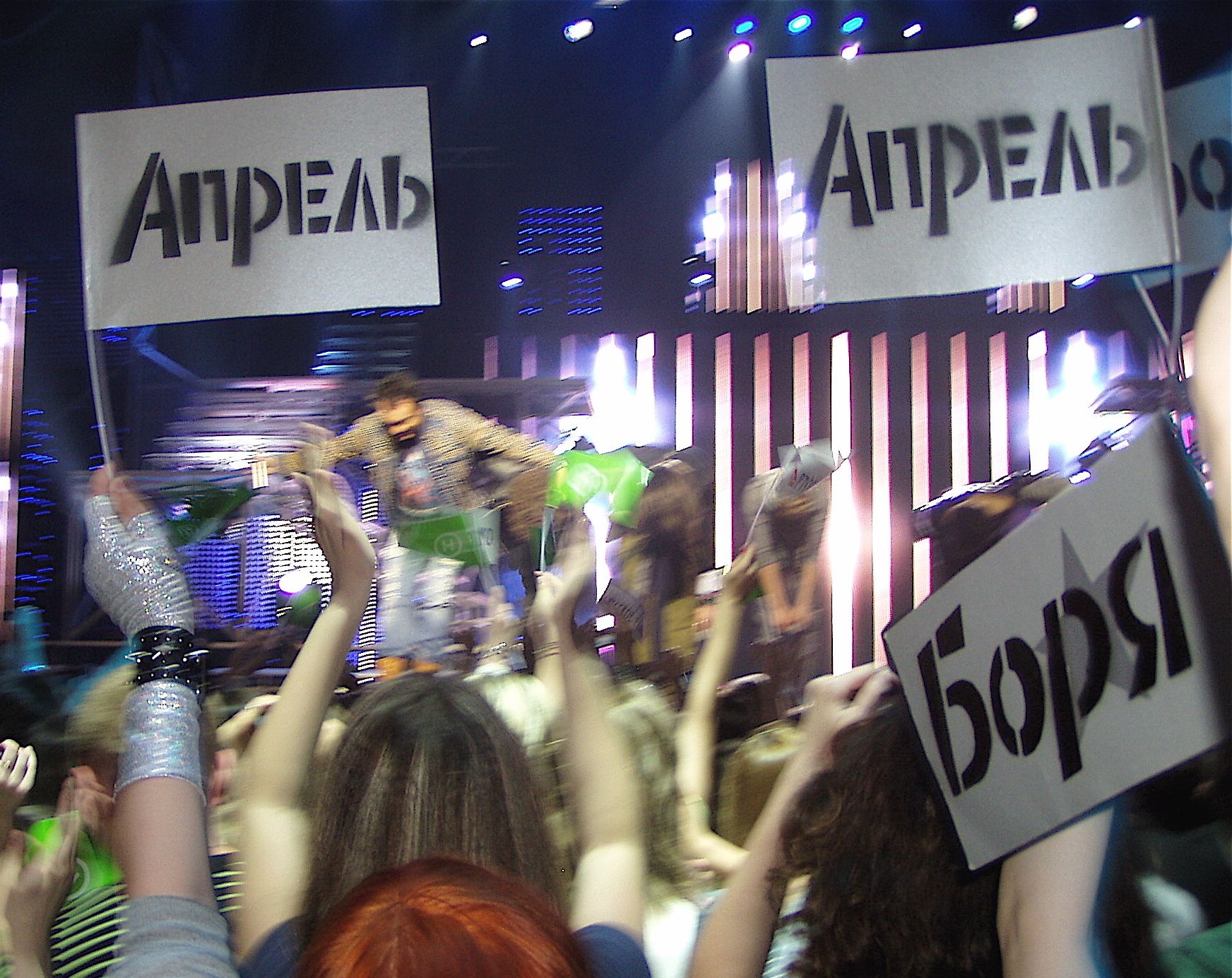
Концерт «Суперфіналу». Фани Бориса Апрєля вимагають його повернення у проєкт.

Врешті-решт, організатори конкурсу прийняли рішення про початок інтернет-голосування за повернення у проєкт одного з вибулих учасників. Але 25 квітня сталось неочікуване: ведуча концерту Марія Єфросініна оголосила зі сцени, що Борис Апрєль зник, і ніхто не знає про місце його знаходження. Декілька днів нічого не було відомо, всі намагання знайти Бориса ні до чого не призводили, і тільки 6 травня в «TALANT Group» повідомили, що він знайшовся в Ялті і тепер знаходиться в одній з київських клінік.
Як пізніше з'ясувалося, Борис дуже важко пережив своє вибуття із «Суперфіналу», а надто нетактовні репліки, які він почув за лаштунками після цього. Це стало останньою краплиною після всіх образ, які він чув на проєкті. Як сказав пізніше Борис: «Я бачив світ у темних кольорах. Хмари густішали, густішали, а коли стало зовсім нестерпно, я втік. Це була не гра в хованки, а своєрідна захисна реакція. Мені хотілося сховатись від усього світу, нікого не бачити, нічого не чути…». З розповіді юнака, він спочатку закрився у себе вдома, але коли до нього прийшли колеги з «TALANT Group», він втік і потім деякий час ховався на дачі батьків одного з друзів. Пізніше він поїхав до Криму, але не додому, а жив якийсь час в Ялті, де його і знайшла Наталія Могилевська. На той момент він був фізично та психологічно виснажений, потребував медичної допомоги, тому його розмістили в клініці в Києві, де лікарі і поставили Борисові діагноз «нервова анорексія».

## Повернення нового Бориса Апрєля

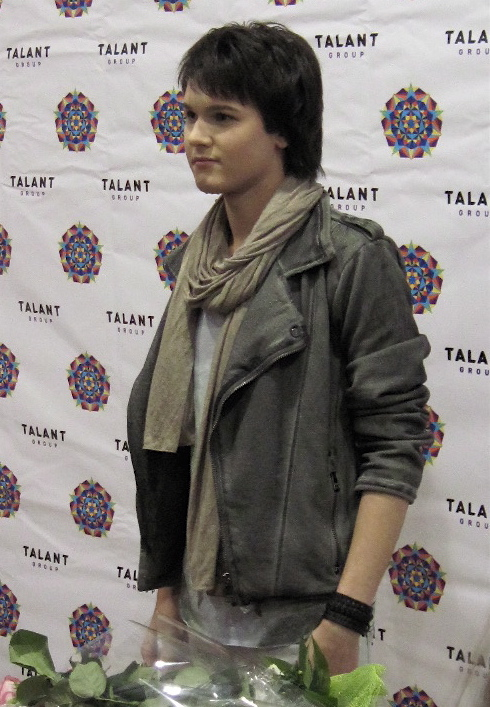
На презентації дебютного альбому «Інкогніто». Київ, 7 жовтня 2010 р.

Незважаючи на чутки про зникнення Бориса Апрєля, його прихильники не облишили голосування, сподіваючись, що він принаймні зможе взяти участь у фінальному концерті «Суперфіналу». І їхні старання не були марними: за результатами інтернет-голосування саме Апрєля було повернуто до проєкту. Однак після повернення до Києва юнак був у досить важкому фізичному та емоційному стані, тому не зміг співати на фінальному концерті і лише 23 травня, на гала-концерті він, нарешті, вперше з'явився перед публікою. Повернення Апрєля стало повним шоком для усіх: за час відсутності юнак абсолютно змінив свою зовнішність — зістриг довге біляве волосся і тепер вийшов на сцену в темному одязі з коротким темним волоссям і суворим виразом обличчя. Борис виконав свою нову пісню «Инкогнито», яку написав за час відсутності.

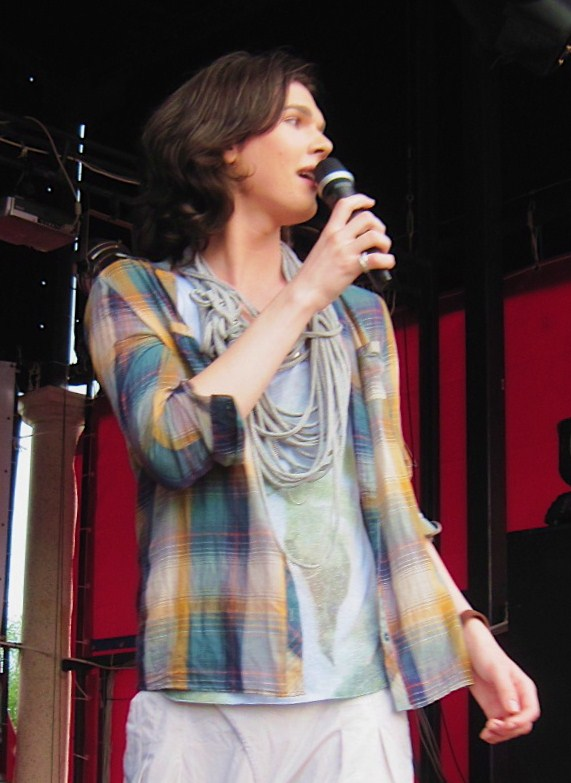
Концерт у Бердянську, червень 2011 р.

Згодом артист так пояснював причини свого нервового зриву і втечі: «Апрєль — це була моя субособистість, створена для сцени. Але сталося те, чого я ніяк не очікував: цей образ з'їв та цілковито проковтнув мене… І в якийсь момент я забув, що сам вигадав Бориса Апрєля, мені почало здаватись, що це я — повністю. А насправді він лише моя роль. Я набагато ширший, глибший та цікавіший… Але відмовлятись від Бориса Апрєля я не буду: у цьому образі багато мого, рідного. Це як моя дитина. І найголовніше зараз — це досягти балансу між мною справжнім і моїм сценічним образом. Я поступово йду до цього і знаю: все буде добре».
Переживши такі складні емоції, залишившись майже на місяць на самоті, Борис Апрєль мав змогу добре обміркувати свої глибинні відчуття. Це надихнуло його на написання декількох нових пісень, які увійшли до дебютного альбому артиста під назвою «Инкогнито», презентація якого відбулася 7 жовтня 2010 року в Києві в магазині «Читай-город».
Після закінчення «Суперфіналу» Борис Апрєль узяв участь у всеукраїнському турі його учасників. Це допомогло йому поновити свою форму, знову відчути любов і підтримку шанувальників і заново повірити у власні сили.

### Нове життя
З травня по вересень 2012 року відбувся гастрольний тур Бориса Апрєля разом з балетом Persona P по містах Китаю. Тур пройшов з великим успіхом, Апрєль виступав у клубах та на великій сцені, майже щодня перелітаючи з одного міста в інше, китайська публіка була у захваті від яскравих шоу епатажного андрогіна.
Після повернення співака з Китаю Борис Апрєль та авторка численних романів про Київ письменниця Лада Лузіна розпочали спільний фотопроєкт під назвою «Київ, що зникає». Серія фотографій, яку створили зірки, розповідає про старовинні будинки Києва, що руйнуються, з кожним із яких пов'язана своя цікава історія. Зйомки проходили у старих районах Києва у напівзруйнованих будинках і часом були небезпечними, під час однієї з них Борис Апрєль навіть отримав серйозну травму. 13 листопада 2012 року в Музеї історії Києва відкрилась фотовиставка, яка презентувала роботи цього проєкту. Після закінчення фотовиставки всі її експонати та деякі особисті речі та лоти від Бориса Апрєля, Лади Лузіної та інших відомих людей були розпродані на благодійному аукціоні з метою зібрати кошти на відновлення одного з відомих київських історичних будинків — так званого «Шоколадного будиночка».
23 січня 2013 року відбулася онлайн-конференція з Борисем Апрєлем і його фанатами. 1 вересня 2013 року Борис Апрєль після закінчення навчання в Університеті отримує диплом. І тоді ж у вересні 2013 року Борис Апрєль знову поїхав до Китаю, де він планував протягом 2 найближчих років продовжувати свою співочу кар'єру, але повернувся значно раніше. А вже в кінці року вилетів до Америки в місто Лос-Анджелес. Там в нього відбулося кілька фотосесій. В серпні 2014 року він повернувся до Києва з новим творчим матеріалом, натхненим подорожами. У мережі Instagram, він написав до одного з фото таке: «Україно… моє серце і моя любов з тобою! #PrayForUkraine».

### Камінг-аут
Будучи дитиною я не могла дати цьому визначення, але навіть тоді я відчувала себе дівчинкою, я хотіла носити сукні, мати довге волосся, робити те, що роблять всі нормальні дівчата. Я дорослішала з відчуттям того, що все неправильно, що все має бути по-іншому. Будучи хлопчиком, у підлітковому віці я боялася говорити про свої почуття батькам і друзям. Я жила в страху бути відкинутою, в страху, що мені можуть заподіяти біль лише за те, хто я така. Усвідомлення цього для мене було нестерпним катуванням! Наслідки: невпевненість у собі, замкнутість. Про те, що я трансгендер, пізніше дізналися мама і мої близькі друзі, — пише Апрєль.
12 грудня 2014 року, на свій 24-й День народження, співачка зробила камінг-аут, пояснивши, що вона є транссексуалкою. Вона переїхала до Лос-Анджелеса та зробила собі операцію для зміни грудей на жіночі, і повідомила про своє нове ім'я: Ейпріл. Співачка повідомила своїм фанатам у мережі Instagram, що перебуває у стосунках і працює над записом свого першого англомовного альбому: «Я намагаюся зберігати приватність, коли справа стосується мого особистого життя. Можу сказати лише те, що зараз у мене є хлопець, і мені з ним добре».
Це великий, відповідальний і серйозний крок. У мене була достатня кількість часу, щоб все обдумати і прийняти правильне рішення. Я зробила це свідомо. Я народилася заново, — розповідає Ейпріл про зміну статі. — Я відчуваю себе повноцінною! Я — дівчина, яка одного разу стане жінкою. У своєму житті я хочу мати дітей і коханого чоловіка поруч. Я мріяла про цей день і шалено рада поділитися моєю правдою з вами.
Також вона видалила всі свої старі акаунти у соціальних мережах.
У 2018 році потрапила до проєкту «Голос країни».

## Дискографія

### Альбоми
- 2010: Инкогнито

### Сингли
- 2008: Звёздный воин
- 2008: Космос, приём!
- 2009: Мне Так Нужна Твоя Любовь
- 2010: Мы Белые
- 2011: P.S. Люблю Тебя
- 2012: Электричество
- 2020: Fallen Angel

## Кліпи
- 2008 — Звёздный воин [Архівовано 1 березня 2014 у Wayback Machine.]
- 2008 — Космос, прием! [Архівовано 1 березня 2014 у Wayback Machine.] (кліпмейкер — Алан Бадоєв)
- 2009 — Мне так нужна твоя любовь [Архівовано 1 лютого 2012 у Wayback Machine.] (кліпмейкер — Євген Тімохін)
- 2010 — Мы белые [Архівовано 20 лютого 2014 у Wayback Machine.] (кліпмейкер — Філ Лі)
- 2011 — P.S. Люблю Тебя (відео)

## «Фабрика зірок 2»
- Борис Апрєль — «Звёздный воин» [Архівовано 29 вересня 2009 у Wayback Machine.] — Виступ 29.09.2008
- Борис Апрєль — «Hello» [Архівовано 13 квітня 2009 у Wayback Machine.] — Виступ 23.10.2008
- Борис Апрєль — «Под прицелом» — Виступ 27.10.2008
- Борис Апрєль — «Кто я ?» — Виступ 01.12.2008
- «Я верил в себя!» — Борис Апрєль — Поза кадром

## «Фабрика. Суперфінал»
- Борис Апрєль та Єва Бушміна — «Ангелы не умирают», За лаштунками — 1-й концерт, 07.03.2010
- Борис Апрєль — «Stay» — 2-й концерт, 14.03.2010
- Борис Апрєль та Еріка — «Сердце, молчи!», За лаштунками — 3-й концерт, 21.03.2010
- Борис Апрєль та Регіна — «Gimme!Gimme!Gimme!», За лаштунками — 4-й концерт, 28.03.2010
- Борис Апрєль — «Луч солнца золотого», За лаштунками — 5-й концерт, 04.04.2010
- Борис Апрєль — «Хавва Нагила», За лаштунками — 6-й концерт, 11.04.2010
- Борис Апрєль — «Инкогнито», За лаштунками — Гала-концерт, 23.05.2010

## Телепрограми
- Зірка караоке — Новий канал, лютий 2009
- Тільки правда? [Архівовано 9 червня 2009 у Wayback Machine.], ,  — Новий канал, 24.02.2009
- Підйом[недоступне посилання з липня 2019], [недоступне посилання з липня 2019], , ,  — Новий канал, 2009, 2010
- Міністерство прем'єр — М1, лютий 2009
- Шоуманія',  — Новий канал, 2009, 2010
- Ексклюзив — Новий канал, 2009, 2010
- Ангелы и демоны — СІТІ, 22.04.2009
- Зіркові драми — Новий канал, травень 2009
- Шейканемо, Бейбі — М1, червень 2009
- Аналіз крові — Новий канал, 26.09.2009
- Запитайте у лікаря[недоступне посилання з липня 2019] — Новий канал, 16.10.2009
- Знак якості[недоступне посилання з липня 2019] — Інтер, 04.11.2009
- Хто проти блондинок?, ,  — Новий канал, 21.09.2009
- Велика різниця [Архівовано 1 березня 2014 у Wayback Machine.] — ICTV, грудень 2009
- Танцюють всі — СТБ, 11.12.2009
- Хто проти блондинок? [Архівовано 16 квітня 2010 у Wayback Machine.], , ,  [Архівовано 21 січня 2010 у Wayback Machine.],  — Новий канал, 05.01.2010
- Звёздная жизнь. Белые вороны — СТБ, 11.03.2010
- Світське життя. Тема: Найкрасивіші. — 1+1, 01.03.2010
- Інтуїція, ,  — Новий канал, 02.04.2010
- День MTV — MTV, 25.06.2010
- Смак успіху — КИЇВ, серпень 2010
- Нащадки. Тема: Відпочинок без батьківського ока [Архівовано 29 серпня 2010 у Wayback Machine.] — 1-й Національний, 27.08.2010
- Нащадки. Тема: Я фанатію [Архівовано 30 січня 2011 у Wayback Machine.] — 1-й Національний, 03.09.2010
- Обережно: діти! [Архівовано 8 жовтня 2010 у Wayback Machine.] — 1-й Національний, 05.09.2010
- Нащадки. Тема: Шкільні клани [Архівовано 29 жовтня 2013 у Wayback Machine.] — 1-й Національний, 09.09.2010
- Сніданок з 1+1 — 1+1, 08.10.2010
- Безсоромні — М1, листопад 2010
- Під прицілом [Архівовано 1 березня 2014 у Wayback Machine.] — ICTV, листопад 2010
- Late Nite Show. Разрушители стандартов [Архівовано 1 березня 2014 у Wayback Machine.] — ZAZAZU.tv, 07.12.2010
- Паралельний світ — СТБ, 17.01.2011
- Під прицілом — ICTV, 19.03.2011, 25.06.2011